# Concession britannique de Shanghai
1845 – 21 septembre 1863
Entités précédentes :
- Empire de Chine

Entités suivantes :
- Concession internationale de Shanghai

La Concession britannique de Shanghai (chinois : 上海英租界 ; pinyin : shànghǎi yīngzujiè) est une concession qui commença en 1845 à Shanghaï, à la fin de la guerre de l'opium, et qui fusionna avec la concession américaine de Shanghai (上海美租界), en Concession internationale de Shanghai en 1863.

## Contexte historique

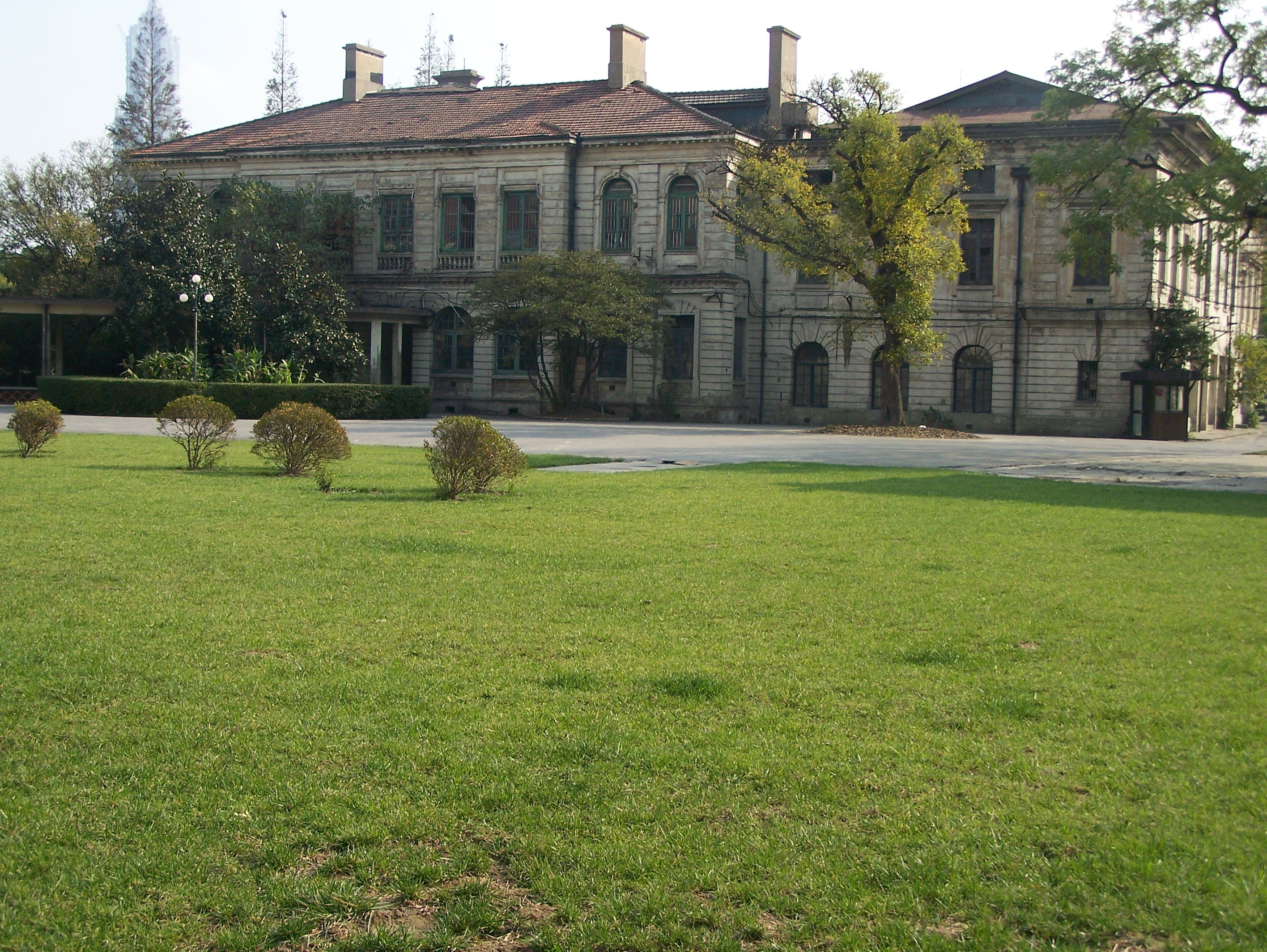
Bund no 33, consulat britannique

La concession fut cédée lors du Traité du Bogue, signé le 3 octobre 1843, un traité inégal qui prolonge le traité de Nankin signé le 29 août 1842, dans la ville de Nankin, à bord du HMS Cornwallis. Dans le premier traité, la Chine était dans l'obligation de verser des indemnités de 21 millions de dollars sur quatre ans, pour l'opium importé par les Britanniques et détruit par les autorités chinoises de la Dynastie Qing. Ils doivent aussi concéder différents territoires, dont l'île de Hong Kong à l'Empire britannique et l'ouverture de ports de commerce à celui-ci.
Celle-ci s'étend sur la rive gauche du fleuve Huangpu, sur une superficie de 199 hectares, entre la rivière Suzhou qui marque la limite avec la concession américaine et le canal Yang King Pang qui la sépare de la concession française.

## Période de la concession

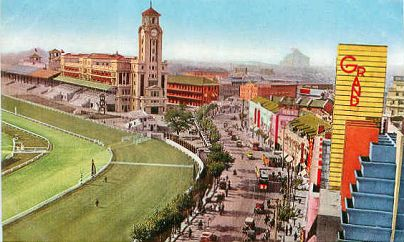
hippodrome de Shanghai comportant des bâtiments de la concession.